# Quella sporca storia nel West
Quella sporca storia nel West è un film del 1968, diretto da Enzo G. Castellari.

## Trama
Johnny, ex militare, scopre che il padre viene ucciso dal bandito Santana e che la madre ha sposato il fratello del marito ucciso.

## Curiosità
Di questo film l'attore protagonista non conserva un buon ricordo perché il regista volle doppiarlo a tutti i costi in quanto secondo lui 'non aveva la voce da far west'. 